# 여수 타루비
여수 타루비(麗水 墮淚碑)은 대한민국 전라남도 여수시에 있는 조선시대 중기의 명장인 이순신의 덕을 기리기 위하여 세운 비이다. 1998년 12월 4일 대한민국의 보물 제1288호로 지정되었다.

## 개요
조선 중기의 명장인 이순신의 덕을 기리기 위하여 세운 비이다.
‘타루(墮淚)’란 눈물을 흘린다는 뜻으로, 중국의 양양 사람들이 양호(羊祜)를 생각하면서 비석을 바라보면, 반드시 눈물을 흘리게 된다는 고사성어에서 인용하였다.
비의 형태는 네모난 받침돌 위에, 비몸을 세우고, 머릿돌을 얹은 모습이다.받침돌에는 꽃무늬가 새겨져 있고, 머릿돌에는 구름무늬로 가득 채워져 있으며, 꼭대기에는 머리장식으로 보주(寶珠:연꽃봉오리모양의 장식)가 큼직하게 솟아있다.
비문은 ‘타루비’라는 비의 명칭을 앞면에 크게 새기고, 그 아래로 명칭을 붙이게 된 연유와 비를 세운 시기 등을 적고 있다.
이순신 장군이 세상을 떠난 지 6년 후인 선조 36년(1603)에 이 비를 세워두었다.
營下水卒爲統制使 李公舜臣立短碣名曰墮淚 蓋取襄陽人思洋祐而望其碑則淚必墮者也
영하 수졸위 통제사 이순신립 단갈명 오라 타루개취 양양 인사양고 이망기비 칙루필타자야
라고 새겨져 있으며
그 옆에 입비 연대인
萬歷三十一年秋立
만력 31년 추립
"영하의 수졸들이 통제사 이순신을 위하여 짤막한 비석을 세우니 이름하여 타루라 하였다.
이 비를 세운 사람들은 중국 양양 사람 양호의 덕화를 사모하여 세우게 된 고사를 이용하였으며
후세 사람들은 비를 바라볼 때 마다 은혜에 감탄하여 눈물이 흐르게 되었더라"
라고 이해할 수 있다.

## 참고 자료
- 여수 타루비 - 국가유산청 국가유산포털